# Matei Hoffmann
Matei Ion Hoffmann (* 19. Oktober 1951 in Bukarest, Rumänien) ist ein rumänisch-deutscher ehemaliger Diplomat. Er war unter anderem von 2002 bis 2005 Botschafter in Bogotá, Kolumbien, von 2005 bis 2008 Ständiger Vertreter Deutschlands bei der OECD in Paris, von 2009 bis 2011 Botschafter in Algier, Algerien und von 2011 bis 2014 Botschafter in Budapest, Ungarn.  2014/2015 war er Mitarbeiter in der Protokollabteilung des Auswärtigen Amts in Berlin. Von 2015 bis zum Eintritt in den Ruhestand 2017 war er erneut Ständiger Vertreter bei der OECD.

## Leben
Hoffmann ist gebürtiger Rumäne. Sein Vater war der Kunstmaler Vincențiu Grigorescu. Hoffmann wanderte 1963 mit seiner Mutter, Anca Fălcoianu nach der Scheidung seiner Eltern und der Wiederverheiratung der Mutter mit einem Deutschen, nach Deutschland aus. Später, ging er in Frankfurt am Main, Los Angeles und Chicago zur Schule, und studierte Rechts- und Politikwissenschaften in Marburg und Genf (Stipendiat der Studienstiftung des deutschen Volkes). 1975 legte er seine 1. Juristische Staatsprüfung und 1979 die 2. Juristische Staatsprüfung ab. Anschließend folgte ein von 1976 bis 1977 ein Forschungsaufenthalt an der Päpstlichen Katholischen Universität von Rio de Janeiro, Brasilien. 1979 promovierte Hoffmann in Marburg (m.c.l.) bei Hans G. Leser, bei dem er auch 1975/76 wissenschaftlicher Mitarbeiter (Assistent) an der Universität Marburg, Institut für Rechtsvergleichung, Anglo-Amerikanische Abteilung, war, 1979/80 ebenso an der Allgemeinen Abteilung.
1980 trat Hoffmann in den Auswärtigen Dienst ein. Nach der Laufbahnprüfung wurde er 1982 Referent an der deutschen Botschaft in Washington, D.C. 1985 wechselte er als Konsul Erster Klasse an das Generalkonsulat in Porto Alegre (Brasilien). Von 1986 bis 1991 war er wieder in Deutschland tätig. Nach einer Tätigkeit an der deutschen Botschaft Paris in der Öffentlichkeitsarbeit wechselte er 1993 ins Bundeskanzleramt. 1996 war Hoffmann Gesandter und 1998/99 Geschäftsträger ad interim an der Deutschen Botschaft in Rom. 1999 leitete er das erste Koordinierungsbüro der Bundesregierung für den Kosovo in Prizren. Bis 2000 war er stellvertretender Hoher Repräsentant für die zivile Implementierung des Abkommens von Dayton in Sarajewo. Im Anschluss war Hoffmann Koordinator für Internationale Personalpolitik im Auswärtigen Amt.
2002 übernahm er die Leitung der deutschen Botschaft in Bogotá, Kolumbien. Danach war er von 2005 bis 2008  Ständiger Vertreter der Bundesrepublik bei der OECD in Paris, ehe er 2009 an die deutsche Botschaft in Algier wechselte. Auf diesem Posten wurde er 2011 von Jutta Wolke abgelöst. 2011 bis 2014 war Leiter der deutschen Botschaft in Budapest, Ungarn. Nach einer Zwischenstation als Mitarbeiter des Protokolls des Auswärtigen Amts in Berlin 2014/15 wurde er zum Abschluss seiner Laufbahn von 2015 bis 2017 erneut Ständiger Vertreter bei der OECD.
Er ist verheiratet und hat zwei erwachsene Kinder.